# آراکل آواگیان
آراکل آواگیان (ارمنی: Առաքել Պետրոսի Ավագյան؛ زادهٔ ۱۸۹۵ - درگذشته ) یک سیاستمدار اهل ارمنستان که از تاریخ (۷) ۲۹ ژوئیه ۱۹۲۲ تا تاریخ ۱۱ ژوئن ۱۹۲۳ سمت شهردار ایروان را برعهده داشت.

## زندگی‌نامه
در ۱۸۹۵ در فرمانداری ایروان به دنیا آمد    تاریخ درگذشت وی نامعلوم است..